# Łosie (Gorlice)
Pour les articles homonymes, voir Łosie.
Łosie est une localité polonaise de la gmina de Ropa, située dans le powiat de Gorlice en voïvodie de Petite-Pologne.